# Zimanzi Masvingo
Maillots
Zimanzi Masvingo est un club de football zimbabwéen basé à Masvingo. Il dispute la Premier Soccer League, le championnat de première division du Zimbabwe.

## Histoire
Créé en 1997 sous le nom de Masvingo United, le club fait son apparition au plus haut niveau lors de la saison 2000, qu'il termine à la 8e place. Il remporte son premier trophée, la Coupe du Zimbabwe en 2002 et a depuis bien rempli son armoire à trophées avec un autre succès en Coupe en 2005 et deux victoires dans le Trophée de l'Indépendance, en 2006 et 2007. En revanche, en championnat, le club n'a jamais eu de stabilité. Il a ainsi connu deux relégations, en 2002 (l'année de son succès en Coupe) et en 2008. Après une remontée immédiate, il a connu une période faste avec trois saisons achevées sur le podium, entre 2005 et 2007. Après deux saisons passées dans les championnats inférieurs, le club dispute à nouveau la Premier Soccer League en 2011 sous son nouveau nom, Zimanzi Masvingo.
Masvingo a eu l'occasion de participer à une compétition continentale, la dernière édition de la Coupe des Coupes en 2003. Mais, pour une raison indéterminée, le club a dû déclarer forfait avant le premier tour de la compétition. La CAF a décidé de suspendre le club de toute participation à une compétition continentale durant trois saisons, ce qui a empêché l'équipe de pouvoir participer à la Coupe de la confédération 2006, après son succès en Coupe en 2005.

## Palmarès
- Coupe du Zimbabwe :
  - Vainqueur : 2002, 2005

- Trophée de l'Indépendance :
  - Vainqueur : 2006, 2007

## Joueurs notables
- Ovidy Karuru
- Costa Nhamoinesu